# Commissariati del popolo dell'Unione Sovietica

## Affari esteri
- Commissariato del popolo per gli affari esteri (1923-1946, poi Ministero)

## Affari interni
- Commissariato del popolo per gli affari interni (1934-1946, poi Ministero)
  - Commissariato del popolo per la sicurezza dello Stato (1941, 1943-1946, poi Ministero)

## Agricoltura
- Commissariato del popolo per l'agricoltura (1929-1946, poi Ministero)
  - Commissariato del popolo per l'economia cerealicola e dell'allevamento (1932-1946, poi Ministero dell'allevamento)
  - Commissariato del popolo per le coltivazioni industriali (1945-1946, poi Ministero)
- Commissariato del popolo per le riserve (1938-1946, poi Ministero)

## Commercio

### Commercio estero
- Commissariato del popolo per il commercio estero (1923-1925, 1930-1946, poi Ministero)
  - Commissariato del popolo per il commercio interno ed estero (1925-1930)

### Commercio interno
- Commissariato del popolo per gli approvvigionamenti alimentari (1923-1924)
  - Commissariato del popolo per il commercio interno (1924-1925, 1934-1938)
    - Commissariato del popolo per il commercio interno ed estero (1925-1930)
      - Commissariato del popolo per gli approvvigionamenti (1930-1934)
        - Commissariato del popolo per l'industria alimentare (1934-1946, poi Ministero)
          - Commissariato del popolo per l'industria della carne e del latte (1939-1946, poi Ministero)

    - Commissariato del popolo per il commercio (1938-1946, poi Ministero)

## Comunicazioni
- Commissariato del popolo per le poste e i telegrafi (1923-1932)
  - Commissariato del popolo per le comunicazioni (1932-1946)
- Commissariato del popolo per le vie di comunicazione (1923-1946, poi Ministero)
  - Commissariato del popolo per il trasporto acquatico (1931-1939)
    - Commissariato del popolo per la flotta marittima (1939-1946, poi Ministero)
    - Commissariato del popolo per la flotta fluviale (1939-1946, poi Ministero)

## Controllo statale
- Commissariato del popolo per l'ispezione operaio-contadina (1923-1934)
  - Commissariato del popolo per il controllo statale (1940-1946, poi Ministero)

## Difesa
- Commissariato del popolo per gli affari militari e marittimi (1923-1934)
  - Commissariato del popolo per la difesa (1934-1946)
    - Commissariato del popolo per la marina militare (1938-1946)
      - Commissariato del popolo per le forze armate (1946, poi Ministero)

## Edilizia
- Commissariato del popolo per l'edilizia (1939-1946)
  - Commissariato del popolo per la costruzione di strutture militari e della marina militare (1946, poi Ministero)
  - Commissariato del popolo per la costruzione di strutture dell'industria pesante (1946, poi Ministero)
  - Commissariato del popolo per la costruzione di strutture energetiche (1946, poi Ministero)

## Finanze
- Commissariato del popolo per le finanze (1923-1946, poi Ministero)

## Giustizia
- Commissariato del popolo per la giustizia (1936-1946, poi Ministero)

## Industria

### Industria pesante
- Consiglio superiore dell'economia (1923-1932)
  - Commissariato del popolo per l'industria pesante (1932-1939)
    - Commissariato del popolo per la meccanica (1937-1939)
      - Commissariato del popolo per la meccanica generale (1939-1941)
        - Commissariato del popolo per gli armamenti di artiglieria leggera (1941-1946)
          - Commissariato del popolo per la costruzione di macchinari e strumenti (1946, poi Ministero)

      - Commissariato del popolo per la meccanica media (1939-1946)
        - Commissariato del popolo per l'industria dei veicoli corazzati (1941-1945)
          - Commissariato del popolo per la meccanica dei trasporti (1945-1946, poi Ministero)

        - Commissariato del popolo per l'industria automobilistica (1946, poi Ministero)

      - Commissariato del popolo per la meccanica pesante (1939-1946, poi Ministero)
        - Commissariato del popolo per la costruzione di macchinari (1941-1946, poi Ministero)

      - Commissariato del popolo per l'industria dei materiali da costruzione (1939-1946, poi Ministero)

    - Commissariato del popolo per l'industria chimica (1939-1946, poi Ministero)
      - Commissariato del popolo per l'industria della gomma (1941-1946)

    - Commissariato del popolo per la metallurgia non ferrosa (1939-1946, poi Ministero)
    - Commissariato del popolo per la siderugia (1939-1946, poi Ministero)
    - Commissariato del popolo per le centrali elettriche e l'industria elettrica (1939-1940)
      - Commissariato del popolo per l'industria elettrica (1940-1946, poi Ministero)
      - Commissariato del popolo per le centrali elettriche (1940-1946, poi Ministero)

    - Commissariato del popolo per l'industria dei carburanti (1939)
      - Commissariato del popolo per l'industria petrolifera (1939-1946)
        - Commissariato del popolo per l'industria petrolifera delle regioni orientali (1946, poi Ministero)
        - Commissariato del popolo per l'industria petrolifera delle regioni meridionali e occidentali (1946, poi Ministero)

      - Commissariato del popolo per l'industria carbonifera (1939-1946)
        - Commissariato del popolo per l'industria carbonifera delle regioni orientali (1946, poi Ministero)
        - Commissariato del popolo per l'industria carbonifera delle regioni occidentali (1946, poi Ministero)

    - Commissariato del popolo per l'industria della difesa (1936-1939)
      - Commissariato del popolo per l'industria aeronautica (1939-1946, poi Ministero)
      - Commissariato del popolo per le munizioni (1939-1946)
        - Commissariato del popolo per la meccanica agricola (1946, poi Ministero)

      - Commissariato del popolo per gli armamenti (1939-1946, poi Ministero)
      - Commissariato del popolo per l'industria navale (1939-1946, poi Ministero)

  - Commissariato del popolo per la costruzione di macchinari edili e stradali (1946, poi Ministero)

### Industria leggera
- Consiglio superiore dell'economia (1923-1932)
  - Commissariato del popolo per l'industria leggera (1932-1946, poi Ministero)
- Commissariato del popolo per l'industria tessile (1939-1946, poi Ministero)

### Industria boschiva
- Consiglio superiore dell'economia (1923-1932)
  - Commissariato del popolo per l'industria boschiva (1932-1946, poi Ministero)
    - Commissariato del popolo per l'industria della cellulosa e della carta (1940-1946, poi Ministero)

### Industria peschiera
- Commissariato del popolo per l'industria peschiera (1939-1946, poi Ministero)

## Lavoro
- Commissariato del popolo per il lavoro (1923-1933)

## Salute
- Commissariato del popolo per la salute (1936-1946, poi Ministero)